# Ангельські сестри св. Павла
Ангельські сестри св. Павла — чернечий орден римо-католицької церкви, заснований 1530 року в Мілані св. Антоніо Марія Заккарія як жіноча гілка варнавитів.

## Історія
Ця громада була заснована в 1530 році священником Антоніо Марія Захарія і графинею Людовікою Тореллі з Гуасталла (1500—1569). Разом із Джакомо Антоніо (1497—1546) і Бартоломео Феррарі (1499—1544) священник планував утворити Товариство Синів і Доньок св. Павла, яке би дозволяло діяти священникам, мирянам і жінкам, проте ідея зачахла. На відміну від інших замовлень в центрі катехизації дітей та молоді, була ідея зробити міністерство і катехизацію для дорослих та сімей, добре освічених християнських дітей. Ця пропозиція була схвалена також і варнавитами.
Тим часом в Мілані у графині Тореллі почали збиратися молоді жінки, як хотіли опиратися спокусам світу. Під керівництвом духівника Захарії був утворений коледж жінок громади. Інститут був схвалений буллою Павла III від 15 січня 1535, даючи їм устав святого Августина і звичаї домініканських черниць, звільнивши їх від закритості і даючи дозвіл на побудову монастиря. У жовтні 1535 року вони переїхали в новий монастир Сан-Паулу, недалеко від церкви св. Евфемії.
Перші громади ангельських сестер складали жінки, що проживали у будинках, розташованих далеко не в центрі міста — переважно у бідних районах. ЇХ монастирське життя відрізняється від традиційного. Графиня Тореллі в 1539 році отримала державне право на монастир від Фердинанда І, і приєдналася до конгрегації на чолі з Паолою Антонія Негрі, яку містики називають «божественною матір'ю».
Назва громади була офіційно затверджена Павлом III 6 серпня 1545 року. Вони активно брали участь у соціальному та моральному житті єпархії Мілану за підтримки Карла Борромео. Потім вони були змушені закритися, як і інші жіночі громади, а потім стали чернечим орденом споглядального життя. Графиня Тореллі, що не погодилася з таким станом речей, залишила монастир в 1552 році. Устав був написаний Карлом Борромео, і був схвалений Урбаном VIII 12 травня 1625 року.

### Пригнічення та відновлення
Перший монастир ангельських сестер св. Павла в Мілані, був закритий в 1785 році Йосипом II, імператором Священної Римської імперії. Наполеон I також придушив конгрегацію в 1810 році; остання черниця ордену померла в 1846 році.
21 квітня 1882 року орден був заново затверджений Левом XIII і Бенедикт XV в 1919 році скасував закриття ордену. В 1926 році монастирі Мілану Арієнзо (Казерта) і Фівізано (Маса Каррара) стали сестринськими монастирями.

## Активність
Ангельські сестри займаються в основному християнським навчанням і вихованням молоді, та апостольськими місіями парафіях та місіях.
Вони присутні в Албанії, Бельгії, Бразилії, Чилі, Філіппінах, Косово, Італії, Польщі, Португалії, Республіці Конго, Іспанії та Сполучених Штатів Америки.
У 2006 році релігійна громада містила 240 сестре в 38 монастирях.